# چانگ یونگشیانگ
چانگ یونگشیانگ (انگلیسی: Chang Yongxiang؛ زادهٔ ۱۶ سپتامبر ۱۹۸۳) کشتی‌گیر اهل چین است.